# Culicoides propinquus
Culicoides propinquus är en tvåvingeart som beskrevs av John William Scott Macfie 1948. Culicoides propinquus ingår i släktet Culicoides och familjen svidknott. Inga underarter finns listade i Catalogue of Life.